# 近畿の駅百選
近畿の駅百選（きんきのえきひゃくせん）とは、「鉄道の日」記念行事の一環として選定された日本の近畿地方の特徴ある100の鉄道駅である。
2000年（平成12年）から2003年（平成15年）までの4年間で、国土交通省近畿運輸局管内（京都府、大阪府、滋賀県、兵庫県、奈良県、和歌山県）の特徴ある駅を公募し、選考委員会で100駅を選定した。選定後、2016年（平成28年）に1駅（停留場）が廃止されている。

## 近畿の駅百選一覧
駅名・社名は選定当時のもの。

### 第1回認定駅
1. 大阪駅（西日本旅客鉄道（JR西日本）、大阪府大阪市北区）
2. 梅田駅（阪急電鉄、大阪府大阪市北区）※2019年(令和元年）10月1日大阪梅田に改称[3]
3. 浜寺公園駅（南海電気鉄道、大阪府堺市西区）
4. 関西空港駅（JR西日本・南海電気鉄道、大阪府泉南郡田尻町）
5. 水間駅（水間鉄道、大阪府貝塚市）※2009年（平成21年）6月1日水間観音駅に改称[4]
6. 万博記念公園駅（大阪高速鉄道、大阪府吹田市）
7. コスモスクエア駅（大阪港トランスポートシステム、大阪府大阪市住之江区）※2005年（平成17年）7月1日から大阪市営地下鉄の[5]、2018年（平成30年）4月1日以降は大阪市高速電気軌道の駅[6]
8. 心斎橋駅（大阪市交通局、大阪府大阪市中央区）※2018年4月1日以降は大阪市高速電気軌道の駅[6]
9. 京都駅（JR西日本、京都府京都市下京区）
10. 稲荷駅（JR西日本、京都府京都市伏見区）
11. 宇治駅（京阪電気鉄道、京都府宇治市）
12. 鞍馬駅（叡山電鉄、京都府京都市左京区）
13. 天橋立駅（北近畿タンゴ鉄道、京都府宮津市）※2015年（平成27年）4月1日以降は京都丹後鉄道の駅[7]
14. 城崎駅（JR西日本、兵庫県豊岡市）※2005年3月1日城崎温泉駅に改称[8]
15. 新長田駅（JR西日本、兵庫県神戸市長田区）
16. 伊丹駅（阪急電鉄、兵庫県伊丹市）
17. 甲子園駅（阪神電気鉄道、兵庫県西宮市）
18. 須磨浦公園駅（山陽電気鉄道、兵庫県神戸市須磨区）
19. 有馬温泉駅（神戸電鉄、兵庫県神戸市北区）
20. 六甲山上駅（六甲摩耶鉄道、兵庫県神戸市灘区）※2013年10月1日以降は六甲山観光の駅
21. 橿原神宮前駅（近畿日本鉄道、奈良県橿原市）
22. 学園前駅（近畿日本鉄道、奈良県奈良市）
23. 坂本駅（京阪電気鉄道、滋賀県大津市）※2018年3月17日坂本比叡山口駅に改称[9]
24. 八日市駅（近江鉄道、滋賀県東近江市）
25. 海南駅（JR西日本、和歌山県海南市）

### 第2回認定駅
1. ユニバーサルシティ駅（JR西日本、大阪府大阪市此花区）
2. 大阪阿部野橋駅（近畿日本鉄道、大阪府大阪市阿倍野区）
3. 萱島駅（京阪電気鉄道、大阪府寝屋川市）
4. 枚方市駅（京阪電気鉄道、大阪府枚方市）
5. 難波駅（南海電気鉄道、大阪府大阪市中央区）
6. 堺駅（南海電気鉄道、大阪府堺市堺区）
7. 千里中央駅（北大阪急行電鉄、大阪府豊中市）
8. 住吉公園駅（阪堺電気軌道、大阪府大阪市住吉区）※2016年1月31日廃止[2]
9. 西舞鶴駅（JR西日本・北近畿タンゴ鉄道、京都府舞鶴市）※2015年4月1日以降はJR西日本・京都丹後鉄道の駅[7]
10. 網野駅（北近畿タンゴ鉄道、京都府京丹後市）※2015年4月1日以降は京都丹後鉄道の駅[7]
11. 嵐山駅（阪急電鉄、京都府京都市西京区）
12. トロッコ保津峡駅（嵯峨野観光鉄道、京都府京都市西京区）
13. 烏丸御池駅（京都市交通局、京都府京都市中京区）
14. 神戸駅（JR西日本、兵庫県神戸市中央区）
15. 舞子駅（JR西日本、兵庫県神戸市垂水区）
16. 宝塚駅（阪急電鉄、兵庫県宝塚市）
17. 芦屋駅（阪神電気鉄道、兵庫県芦屋市）
18. ウッディタウン中央駅（神戸電鉄、兵庫県三田市）
19. 日生中央駅（能勢電鉄、兵庫県川辺郡猪名川町）
20. みなと元町駅（神戸市交通局、兵庫県神戸市中央区）
21. 北宇智駅（JR西日本、奈良県五條市）※選定理由となったスイッチバックは2007年（平成19年）3月18日廃止[10]
22. 福神駅（近畿日本鉄道、奈良県吉野郡大淀町）
23. 長浜駅（JR西日本、滋賀県長浜市）
24. ケーブル延暦寺駅（比叡山鉄道、滋賀県大津市）
25. 那智駅（JR西日本、和歌山県東牟婁郡那智勝浦町）

### 第3回認定駅
1. 天王寺駅（JR西日本、大阪府大阪市天王寺区）
2. 上本町駅（近畿日本鉄道、大阪府大阪市天王寺区）※2009年（平成21年）3月20日大阪上本町駅に改称[11]
3. みさき公園駅（南海電気鉄道、大阪府泉南郡岬町）
4. 私市駅（京阪電気鉄道、大阪府交野市）
5. 十三駅（阪急電鉄、大阪府大阪市淀川区）
6. 鶴見緑地駅（大阪市交通局、大阪府大阪市鶴見区）※2018年4月1日以降は大阪市高速電気軌道の駅[6]
7. 和泉中央駅（大阪府都市開発、大阪府和泉市）※2016年（平成28年）7月1日から泉北高速鉄道の[12]、2025年（令和7年）4月1日以降は南海電気鉄道の駅[13]
8. 二条駅（JR西日本、京都府京都市中京区）
9. 国際会館駅（京都市交通局、京都府京都市左京区）
10. 御室駅（京福電気鉄道、京都府京都市右京区）※2007年（平成19年）3月19日御室仁和寺駅に改称[14]
11. 大江駅（北近畿タンゴ鉄道、京都府福知山市）※2015年4月1日以降は京都丹後鉄道の駅[7]
12. 播州赤穂駅（JR西日本、兵庫県赤穂市）
13. 餘部駅（JR西日本、兵庫県美方郡香美町）
14. 川西能勢口駅（阪急電鉄・能勢電鉄、兵庫県川西市）
15. 武庫川駅（阪神電気鉄道、兵庫県西宮市）
16. 人丸前駅（山陽電気鉄道、兵庫県明石市）
17. 恵比須駅（神戸電鉄、兵庫県三木市）
18. 西神中央駅（神戸市交通局、兵庫県神戸市西区）
19. 摩耶ケーブル駅（神戸市都市整備公社、兵庫県神戸市灘区）※2022年（令和4年）5月1日以降は神戸住環境整備公社の駅[15]
20. 奈良駅（JR西日本、奈良県奈良市）
21. 大和高田駅（近畿日本鉄道、奈良県大和高田市）
22. 浜大津駅（京阪電気鉄道、滋賀県大津市）※2018年3月17日びわ湖浜大津駅に改称[9]
23. 信楽駅（信楽高原鐵道、滋賀県甲賀市）
24. 周参見駅（JR西日本、和歌山県西牟婁郡すさみ町）
25. 高野山駅（南海電気鉄道、和歌山県伊都郡高野町）

### 第4回認定駅
1. 新大阪駅（JR東海・JR西日本、大阪府大阪市淀川区）
2. 大阪城公園駅（JR西日本、大阪府大阪市中央区）
3. 京橋駅（京阪電気鉄道、大阪府大阪市城東区・都島区）
4. 諏訪ノ森駅（南海電気鉄道、大阪府堺市西区）
5. 梅田駅（大阪市交通局、大阪府大阪市北区）※2018年4月1日以降は大阪市高速電気軌道の駅[6]
6. 天王寺駅前停留場（阪堺電気軌道、大阪府大阪市阿倍野区）
7. 東舞鶴駅（JR西日本、京都府舞鶴市）
8. 嵐山駅（京福電気鉄道、京都府京都市右京区）
9. 山科駅（京都市交通局、京都府京都市山科区）
10. 姫路駅（JR西日本、兵庫県姫路市）
11. 日本へそ公園駅（JR西日本、兵庫県西脇市）
12. 尼崎駅（JR西日本、兵庫県尼崎市）
13. 三ノ宮駅（JR西日本、兵庫県神戸市中央区）
14. 夙川駅（阪急電鉄、兵庫県西宮市）
15. 甲陽園駅（阪急電鉄、兵庫県西宮市）
16. 香櫨園駅（阪神電気鉄道、兵庫県西宮市）
17. 平福駅（智頭急行、兵庫県佐用郡佐用町）
18. 新開地駅（神戸高速鉄道・神戸電鉄、兵庫県神戸市兵庫区）※2010年（平成22年）10月1日以降は阪神電気鉄道・神戸電鉄の駅[16]
19. アイランドセンター駅（神戸新交通、兵庫県神戸市東灘区）
20. 吉野駅（近畿日本鉄道、奈良県吉野郡吉野町）
21. 生駒駅（近畿日本鉄道、奈良県生駒市）
22. 鳥居本駅（近江鉄道、滋賀県彦根市）
23. 彦根駅（JR西日本、滋賀県彦根市）
24. 和歌山市駅（南海電気鉄道、和歌山県和歌山市）
25. 林間田園都市駅（南海電気鉄道、和歌山県橋本市）

### 書籍
- 曽根悟（監修） 著、朝日新聞出版分冊百科編集部 編『週刊 歴史でめぐる鉄道全路線 国鉄・JR』 42号 阪和線・和歌山線・桜井線・湖西線・関西空港線、朝日新聞出版〈週刊朝日百科〉、2010年5月16日、20-21頁。
- 曽根悟（監修）『週刊 歴史でめぐる鉄道全路線 大手私鉄』 2号 近畿日本鉄道 1、朝日新聞出版]〈週刊朝日百科〉、2010年8月22日、18-23頁。ISBN 978-4-02-340132-7。
- 曽根悟（監修） 著、朝日新聞出版分冊百科編集部 編『週刊 歴史でめぐる鉄道全路線 公営鉄道・私鉄』 4号 京福電気鉄道・叡山電鉄・嵯峨野観光鉄道・京都市交通局、朝日新聞出版〈週刊朝日百科〉、2011年4月3日、8-9頁。
- 『兵庫の鉄道全駅 JR・三セク』神戸新聞総合出版センター、2011年12月15日、136頁。ISBN 9784343006028。

### Web資料
- “近畿の駅百選”.   近畿運輸局. 2013年2月6日時点のオリジナルよりアーカイブ。2011年11月23日閲覧。
- 『OTS線の事業主体変更等に向けた申請書・届出書の提出について』（PDF）（プレスリリース）大阪市交通局、2005年4月21日。オリジナルの2005年12月31日時点におけるアーカイブ。2005年4月27日閲覧。
- “5月1日から法人名が変わります”.   神戸住環境整備公社 (2022年4月18日). 2022年10月31日閲覧。
- “神戸高速線における鉄道事業許可変更日の決定について” (pdf).   阪急阪神ホールディングス (2010年7月16日). 2020年7月14日閲覧。
- “社名変更に関するお知らせ” (pdf).   泉北高速鉄道 (2014年7月1日). 2020年7月14日閲覧。
- 杉山淳一 (2015年2月4日). “北近畿タンゴ鉄道から京都丹後鉄道へ - WILLER TRAINSの"大きな構想"とは?”. マイナビニュース 2015年4月3日閲覧。
- 『上町線 住吉〜住吉公園間（0.2km）の軌道事業の廃止申請について』（pdf）（プレスリリース）阪堺電気軌道、2015年8月28日。2020年7月14日閲覧。
- 『大阪市交通局の株式会社化に伴う大阪市営地下鉄の事業譲渡に係る許認可について』（pdf）（プレスリリース）国土交通省、2017年12月15日。2020年7月14日閲覧。
- 『3月17日(土)より大津線4駅の駅名を変更します』（PDF）（プレスリリース）京阪電気鉄道、2018年1月26日。2020年7月14日閲覧。
- 『「梅田」「河原町」「石橋」の駅名を10月1日に変更します』（PDF）（プレスリリース）阪急電鉄、2019年7月30日。オリジナルの2019年7月30日時点におけるアーカイブ。2019年7月30日閲覧。
- “会社概要”.   水間鉄道. 2020年7月15日閲覧。
- 『南海電気鉄道と泉北高速鉄道の鉄道事業の合併が認可されました』（PDF）（プレスリリース）南海電気鉄道、泉北高速鉄道、2024年11月1日。2025年8月17日閲覧。